# Ziatkawiczy
Ziatkawiczy (biał. Зяткавічы; ros. Зятковичи, Ziatkowiczi, pol. hist. Ziatkowicze) – wieś na Białorusi, w obwodzie homelskim, w rejonie kormańskim, w sielsowiecie Licwinawiczy.

## Historia
W XIX i w początkach XX w. położone były w Rosji, w guberni mohylewskiej, w powiecie rohaczewskim, w gminie Korma. Następnie w granicach Związku Sowieckiego. Od 1991 w niepodległej Białorusi.